# Гутанасар
Гутанасар (Гутансар, арм. Գութանասար), также Гутан — потухший трёхглавый вулкан в Армении, расположенный в Котайкской области, на северо-западе Гегамского нагорья, в 2,5 км к югу от села Фантан (Фонтан).
Гутанасар относительно удалён от других горных вершин Гегамского нагорья. Высота вулкана составляет 2299,6 метров над уровнем моря, относительная высота — 300 м. Гора покрыта тонким слоем луга.

## Название
В армянском языке гутан — «плуг».
Название Гутанасар гора получила благодаря северному склону, складки которого выглядят как борозды от плуга.

## Фауна
Фауна в окрестностях Гутанасара представлена следующими видами:
- Змеи: гадюка Радде (Montivipera raddei), армянская степная гадюка (Vipera eriwanensis), обыкновенная медянка (Coronella austriaca), четырёхполосый полоз (Elaphe sauromates), закавказский полоз (Zamenis hohenackeri), разноцветный полоз (Hemorrhois ravergieri), оливковый полоз (Platyceps najadum), краснобрюхий полоз (Hierophis schmidti), (Eirenis punctatolineatus), западный удавчик (Eryx jaculus) и водяной уж (Natrix tessellata), кошачья змея (Telescopus fallax), армянский эйренис.

- Ящерицы: средняя ящерица (Lacerta media), наирийская скальная ящерица (Darevskia nairensis), стройная змееголовка (Ophisops elegans).

- Жабы: зеленая жаба (Bufo viridis).

Лава вулкана Гутанасар
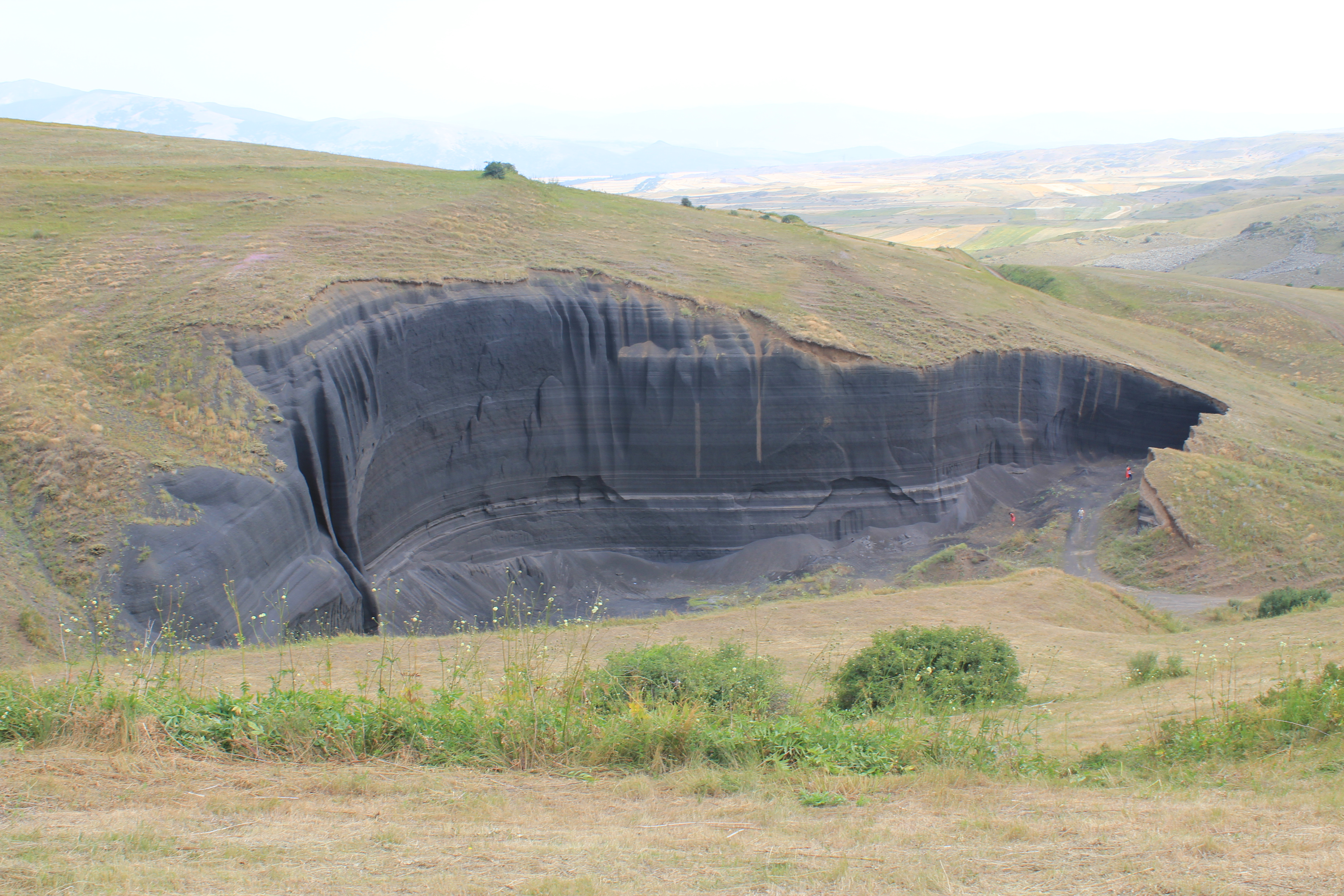
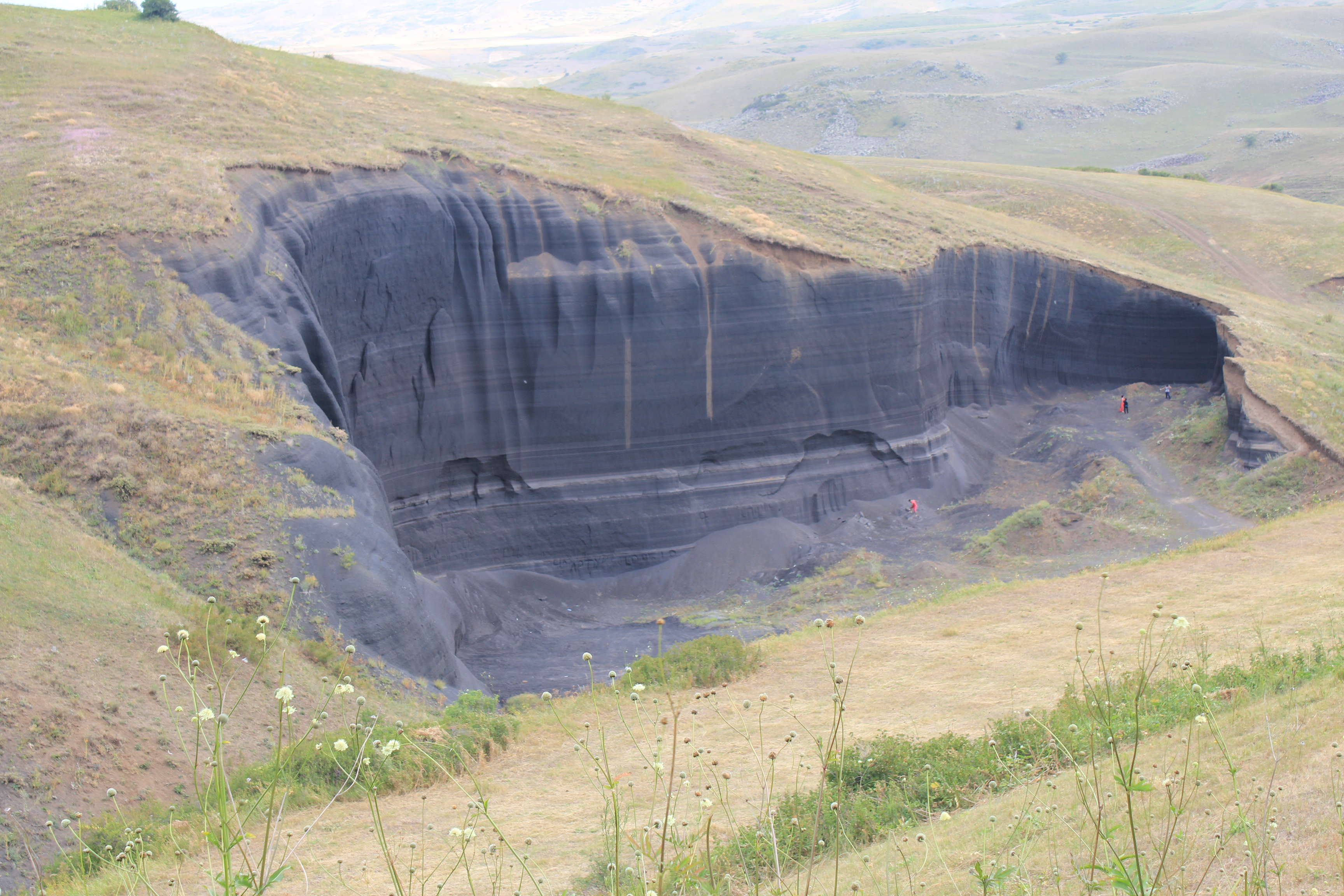
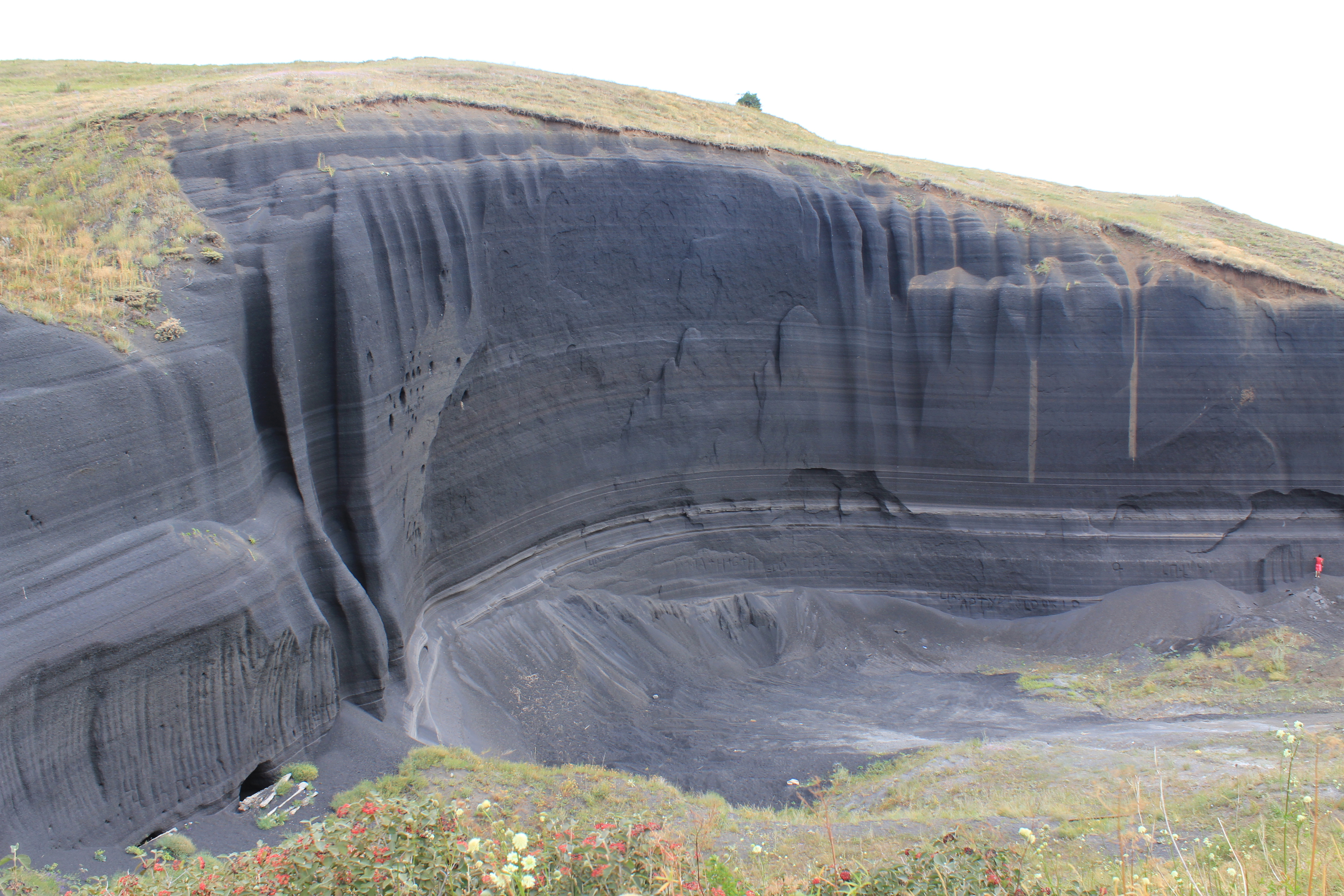
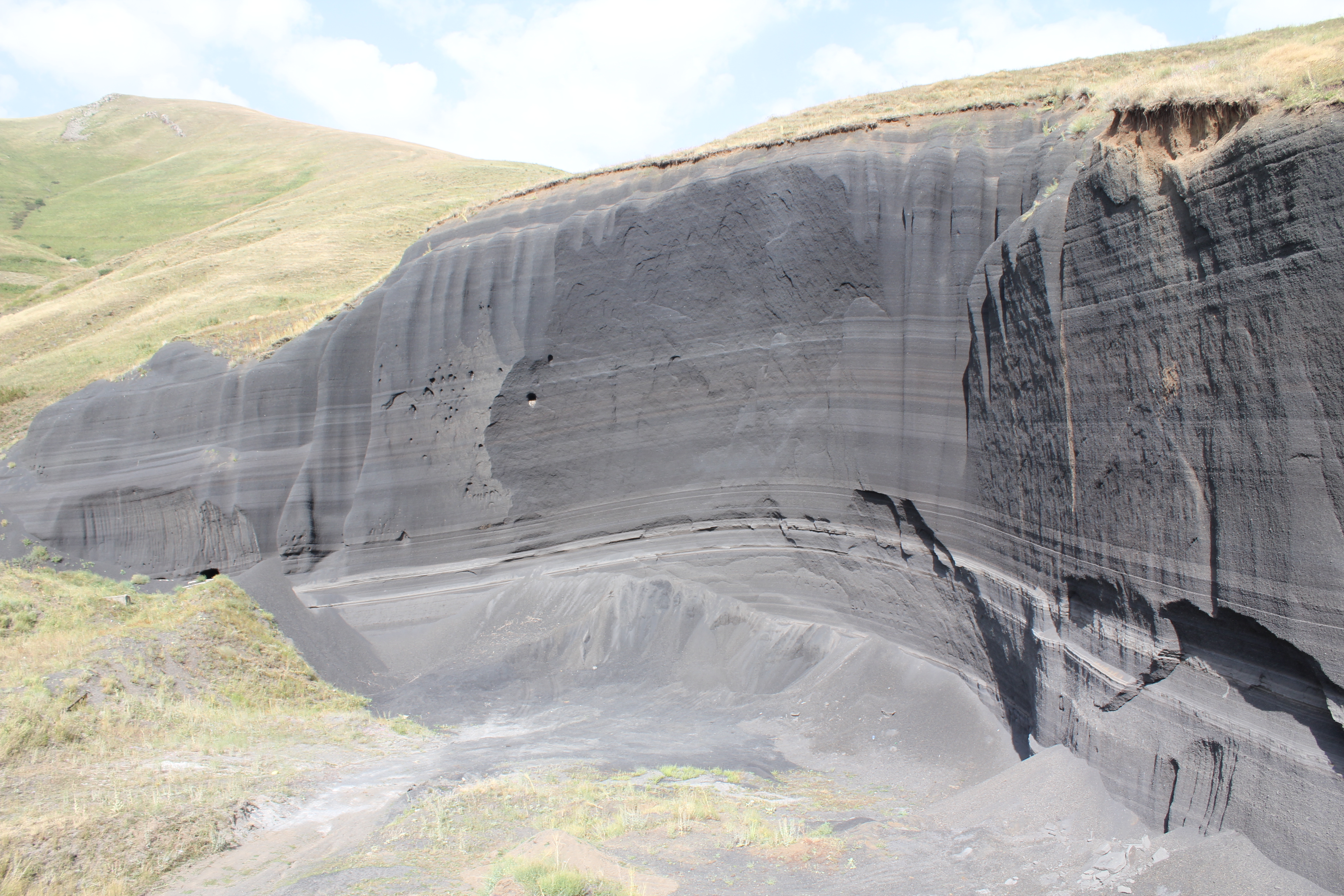
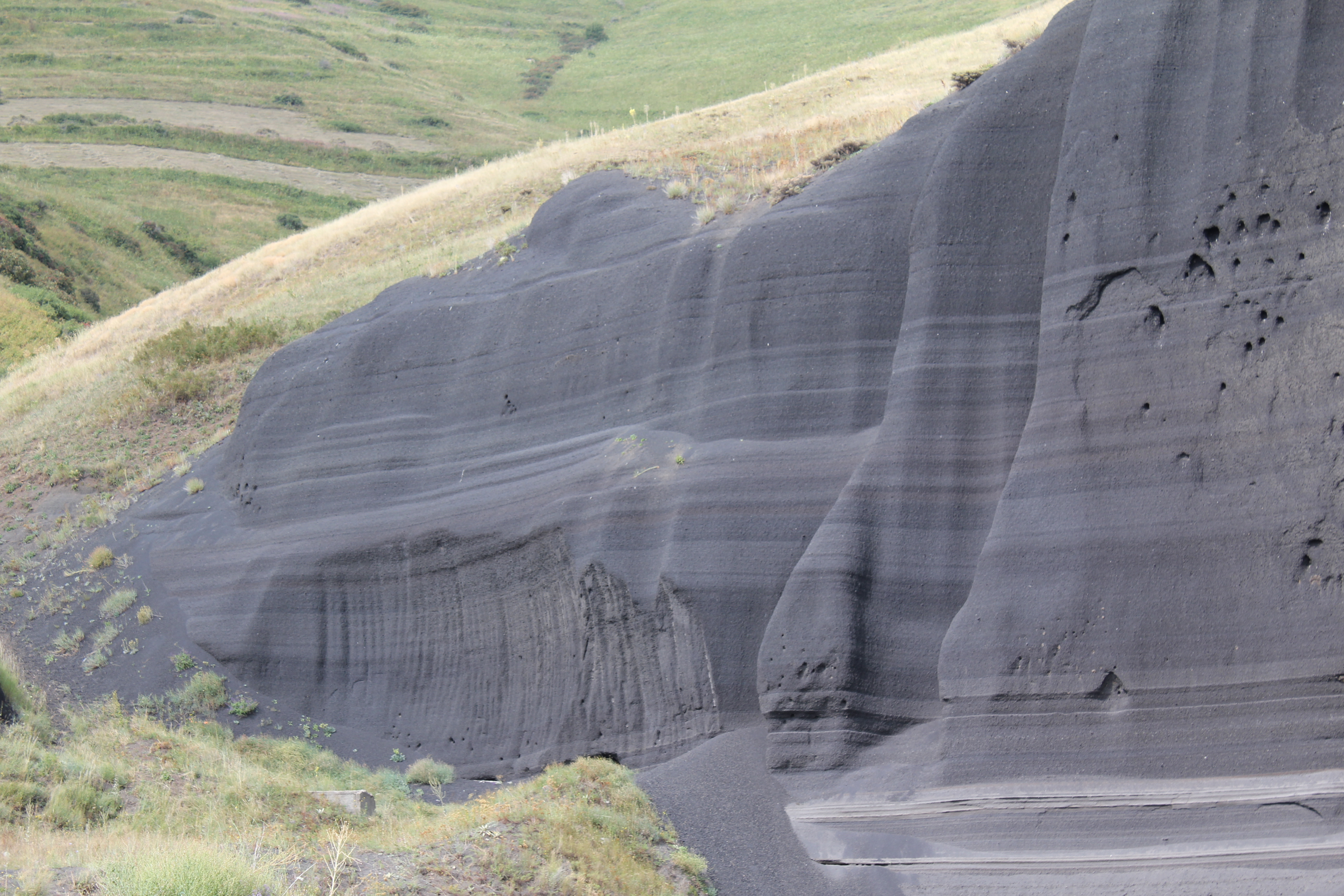
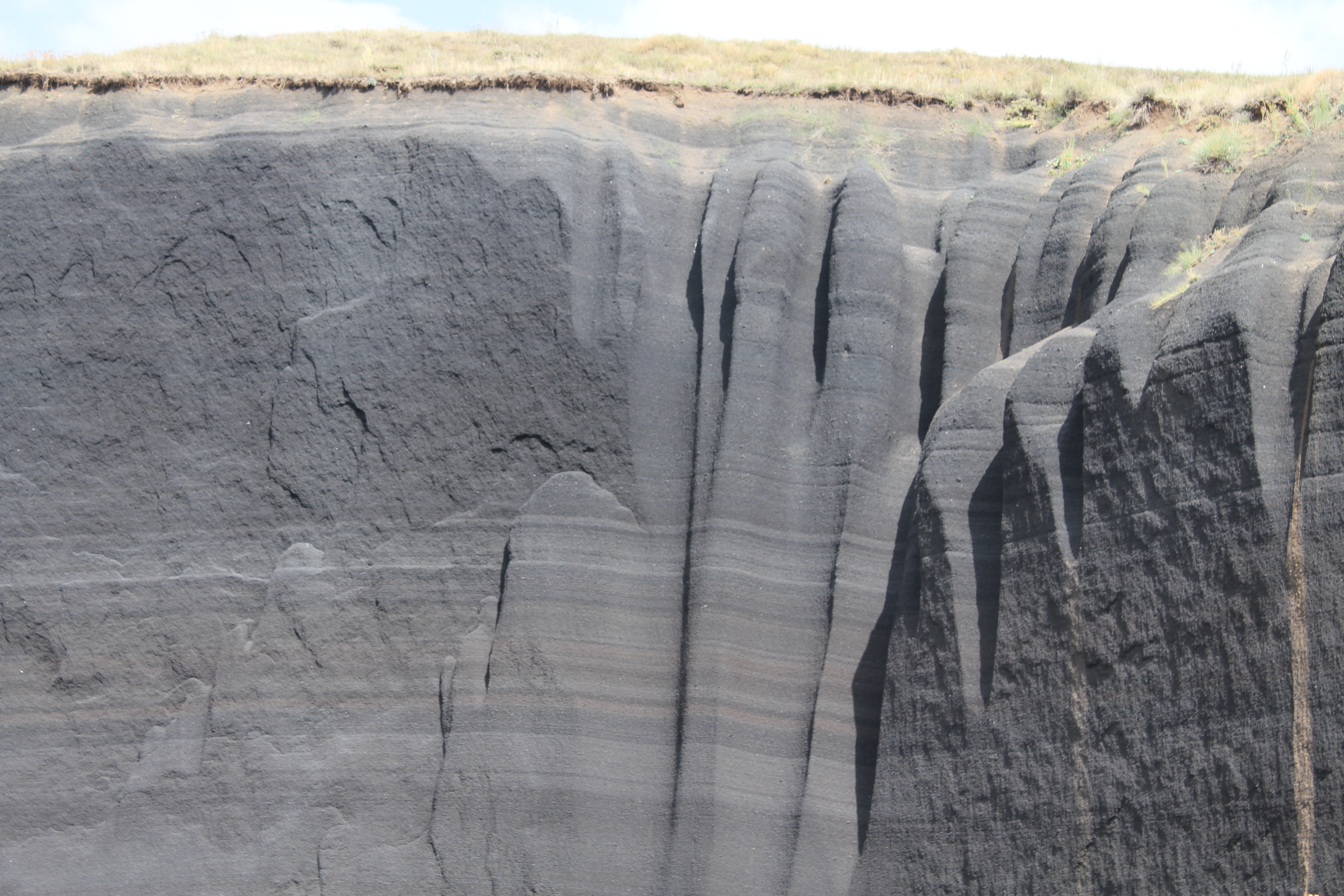

## Галерея

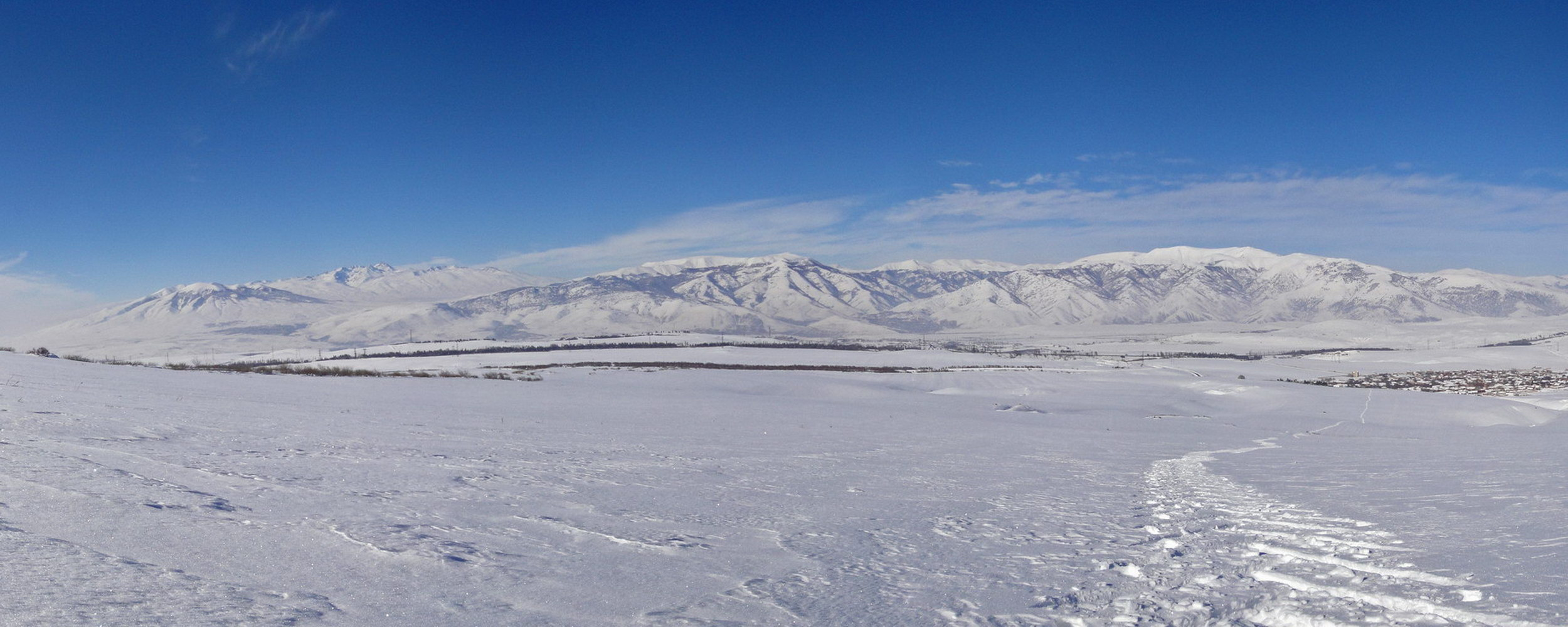
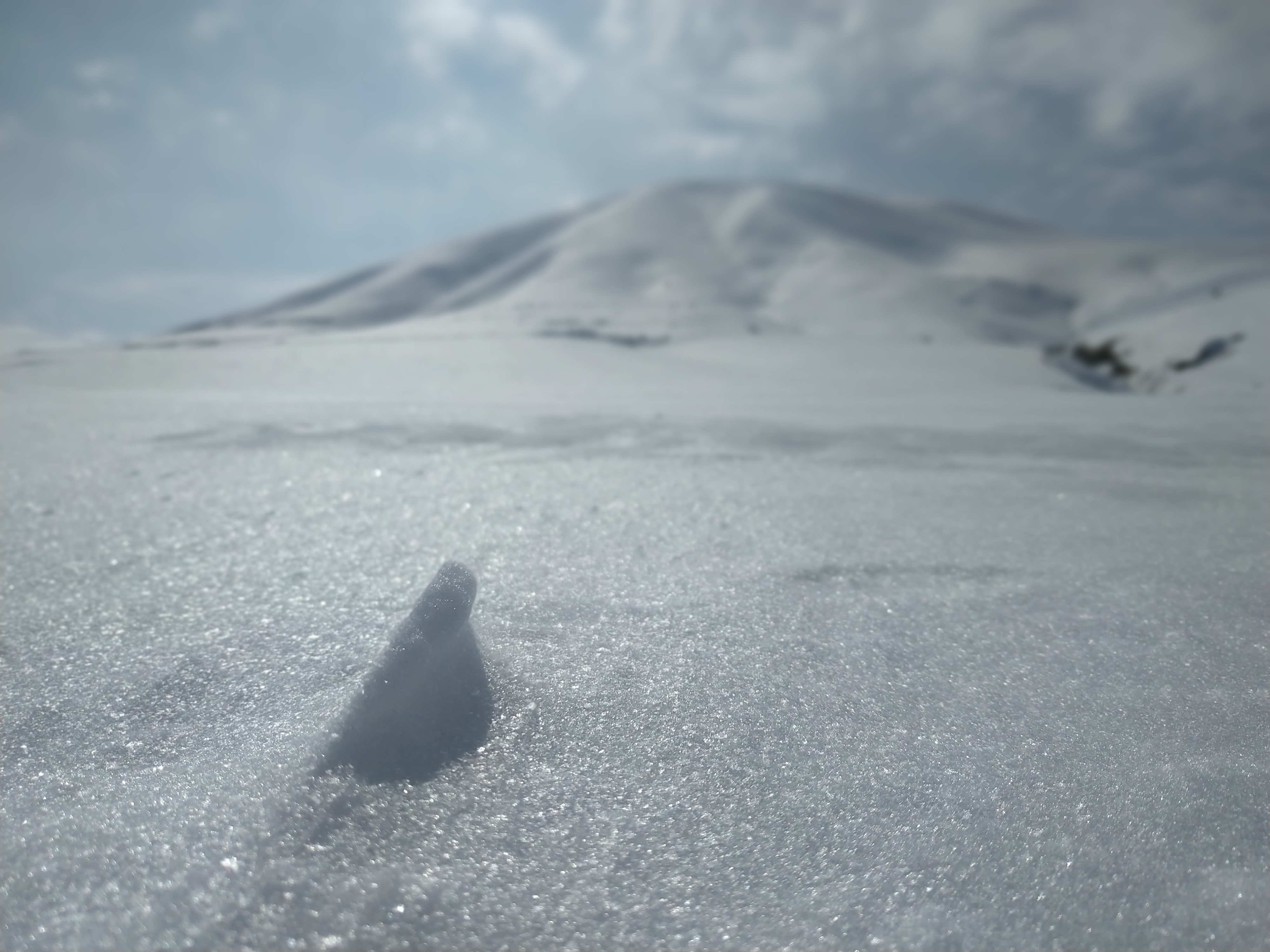
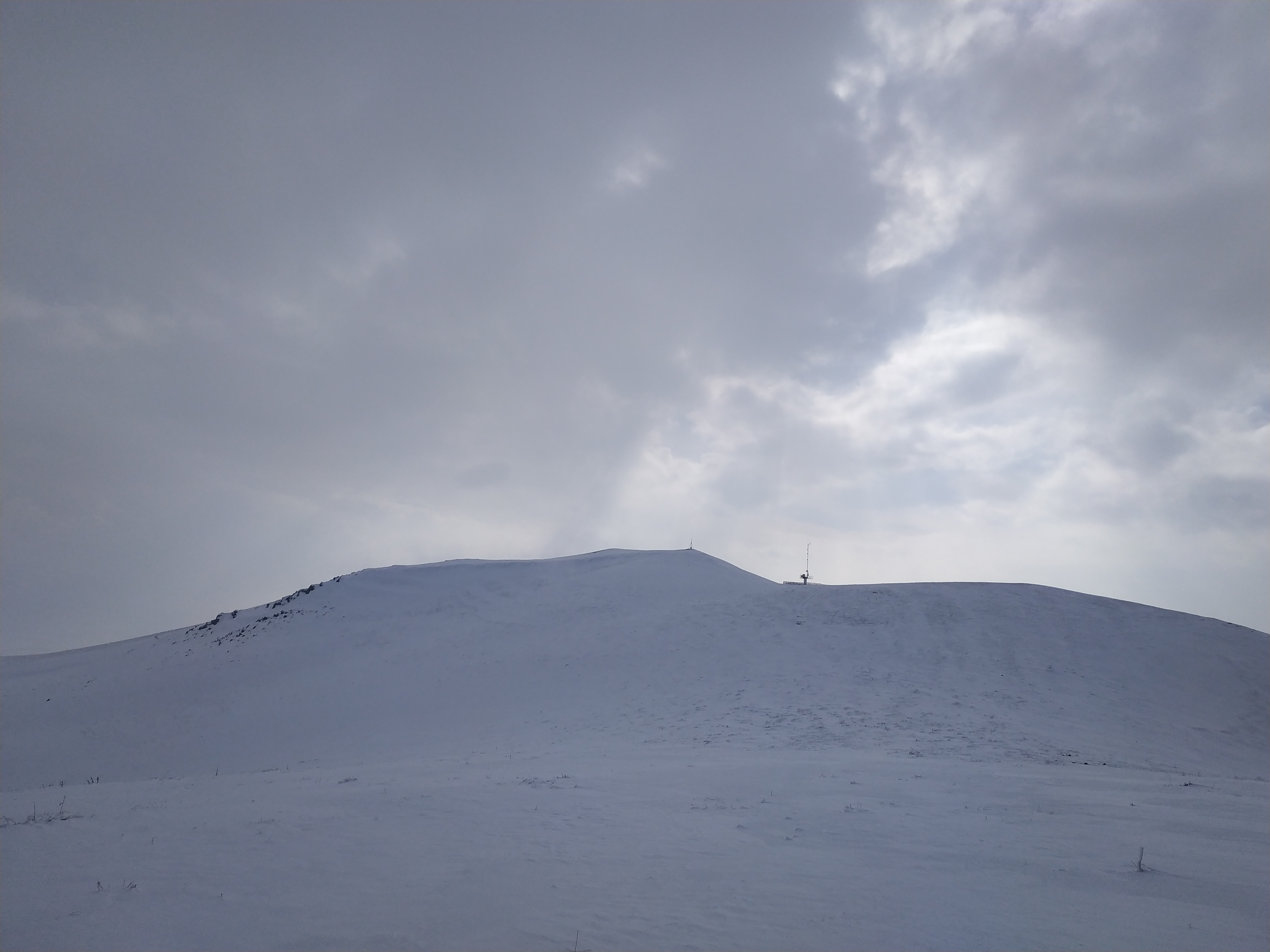
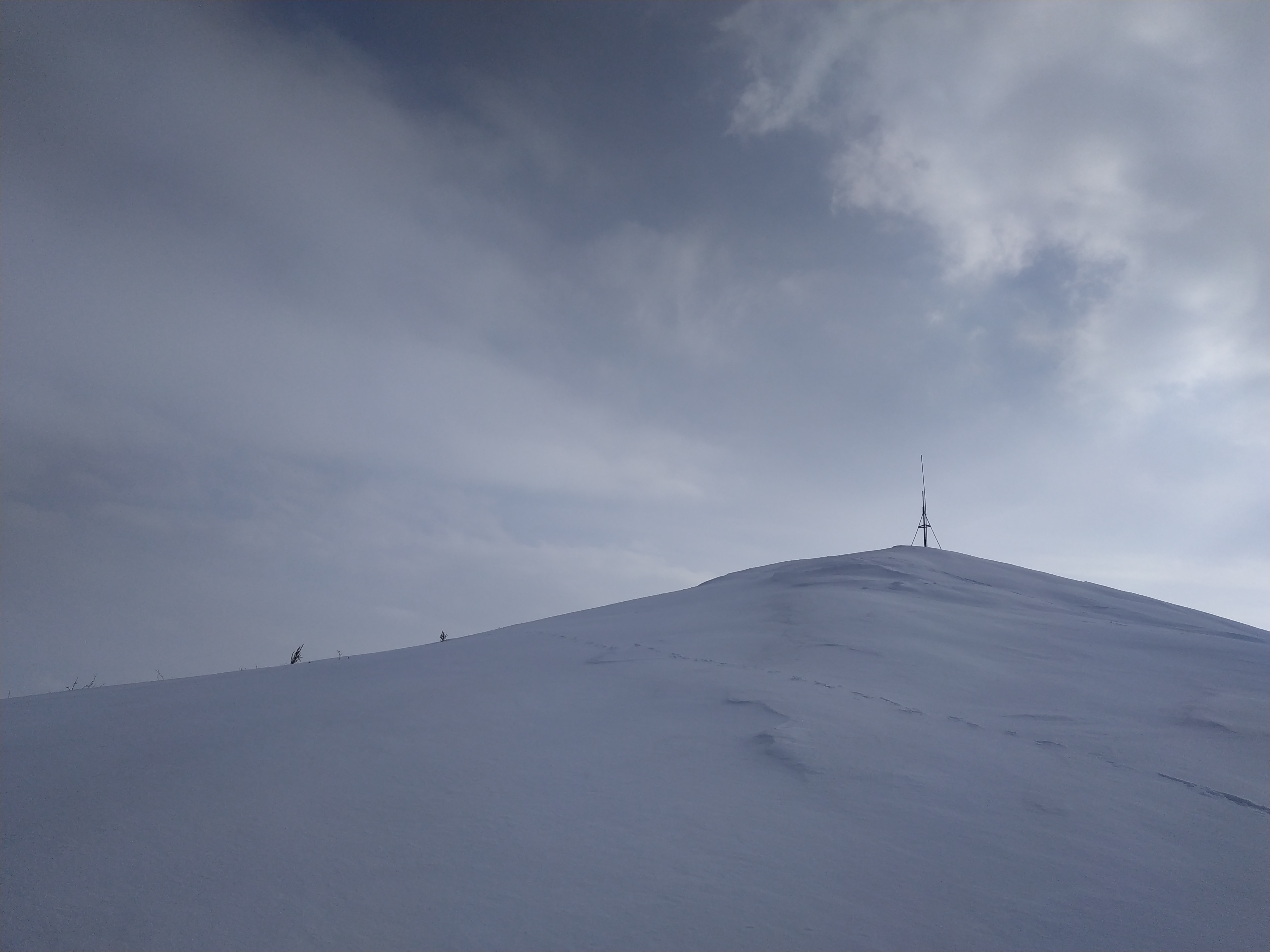
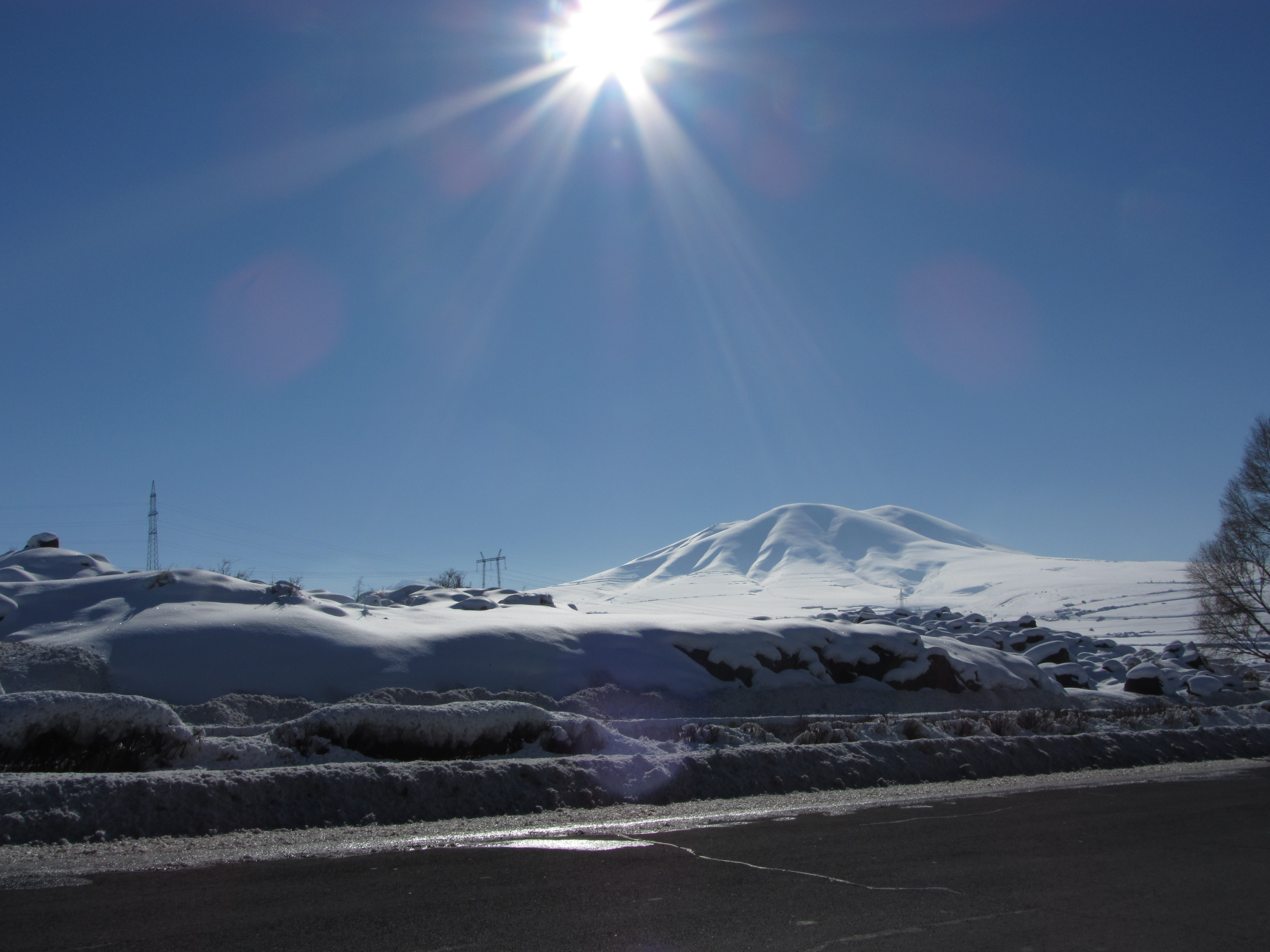
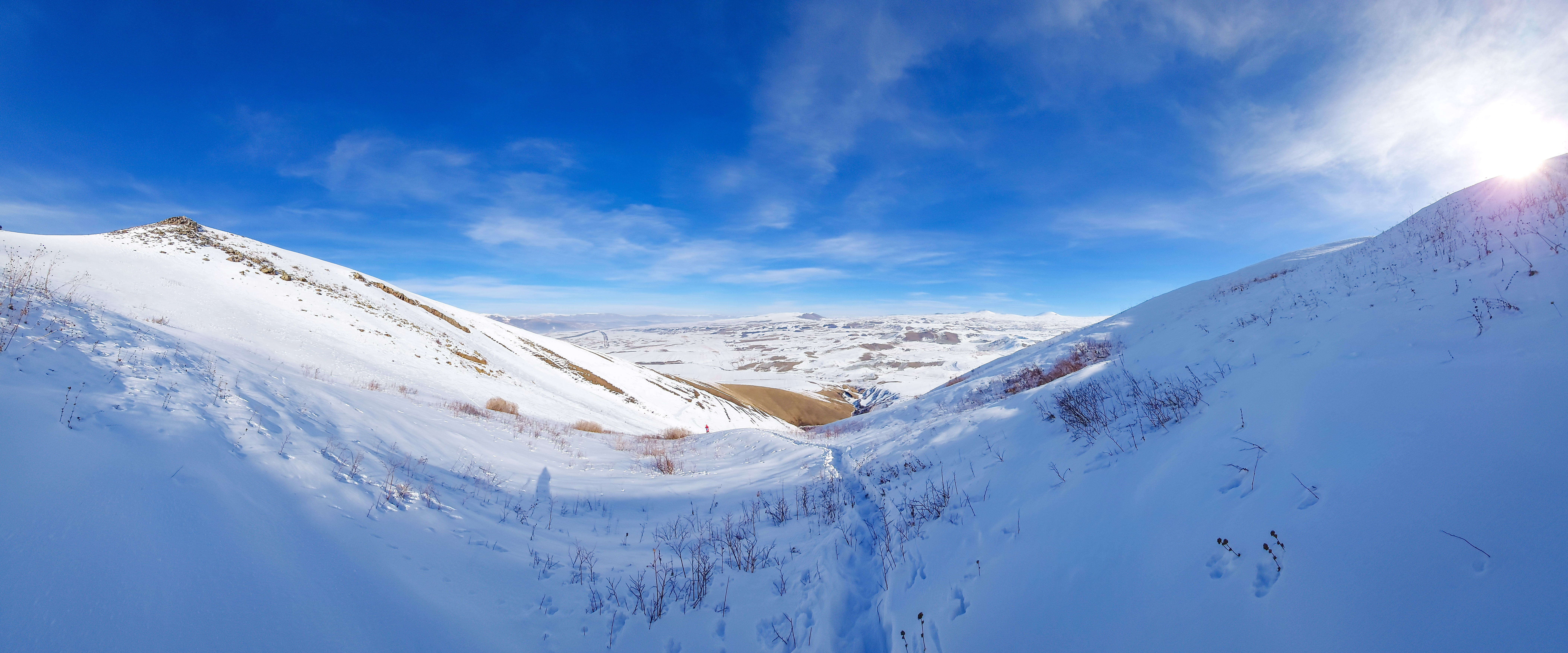
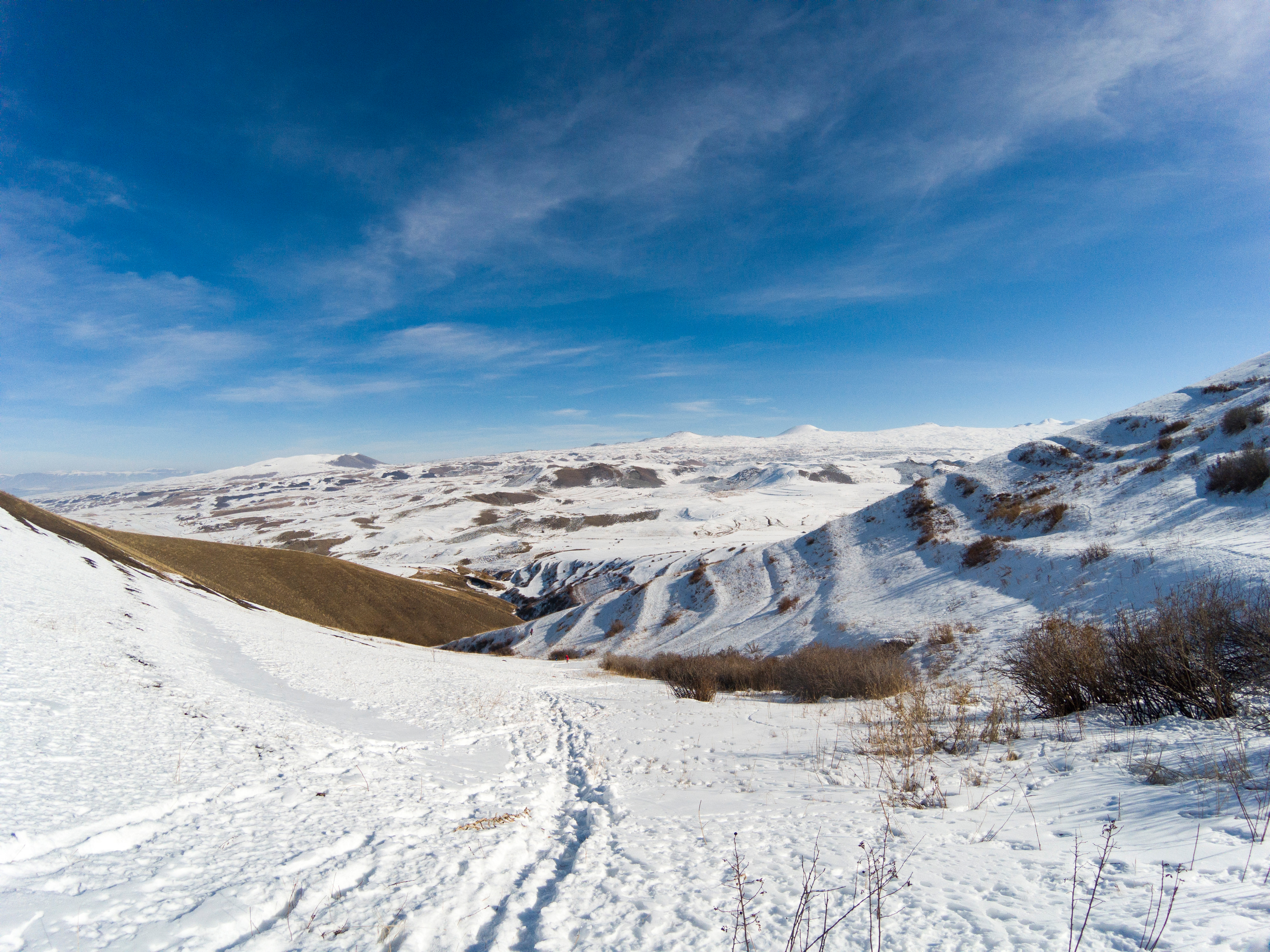
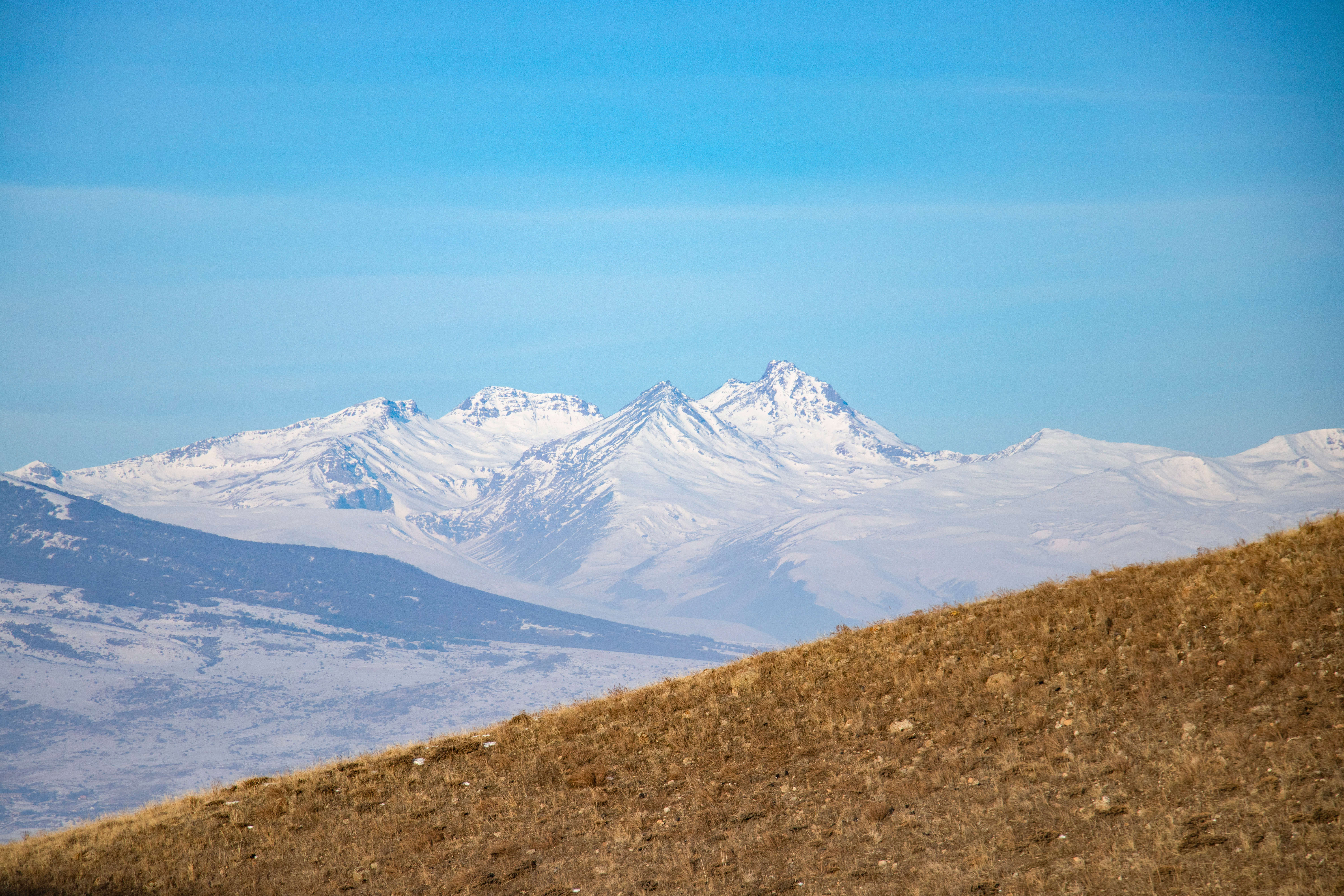
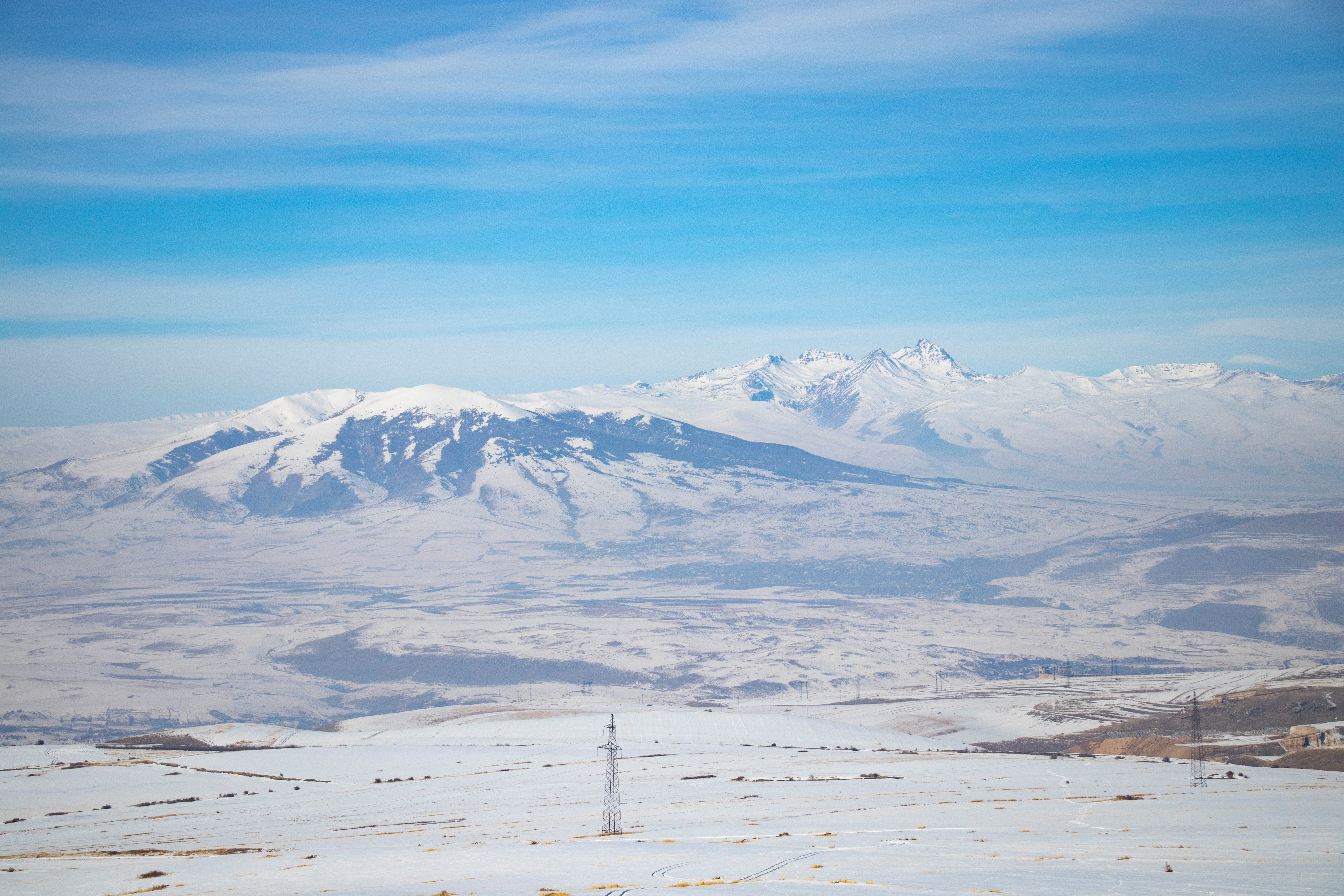
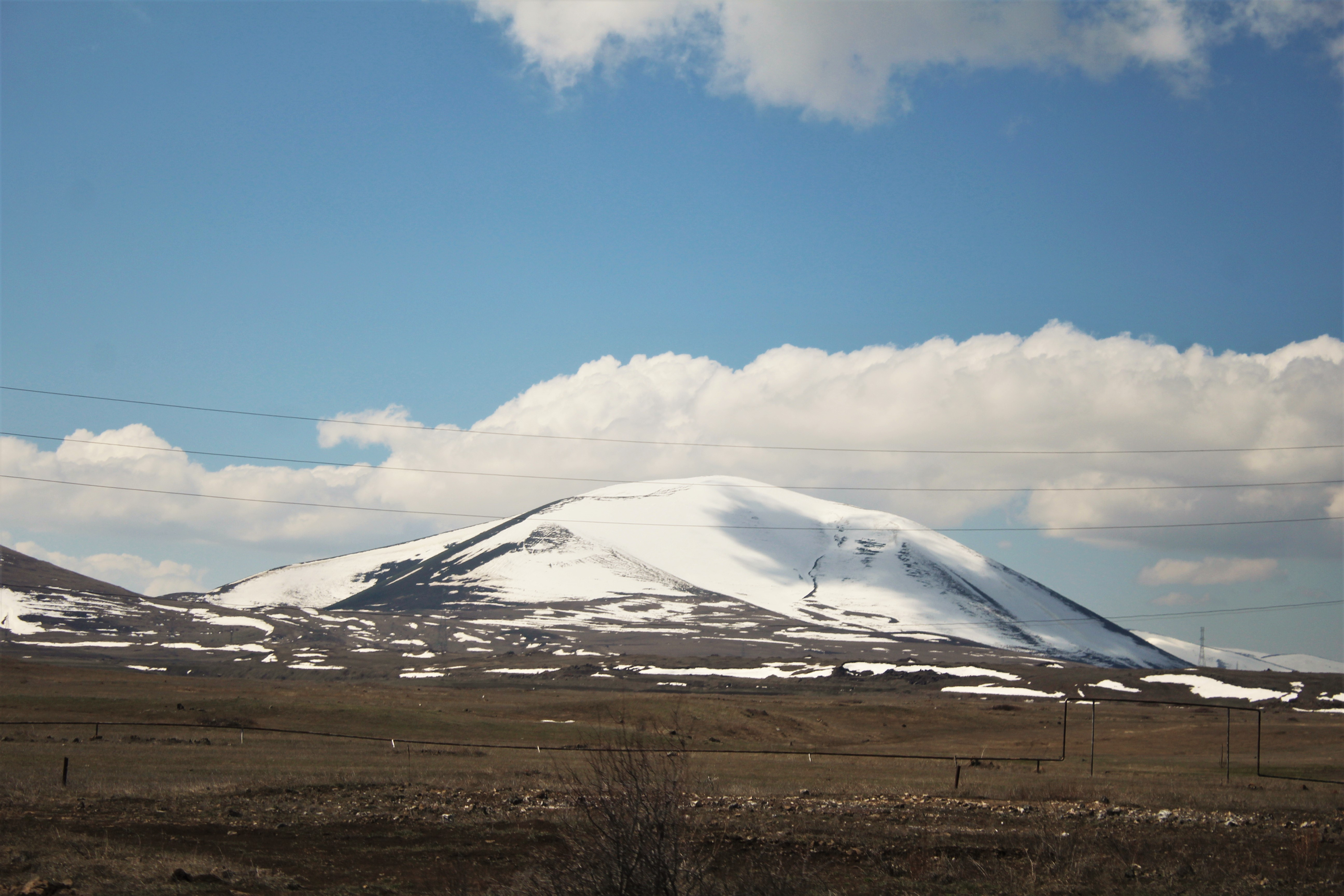
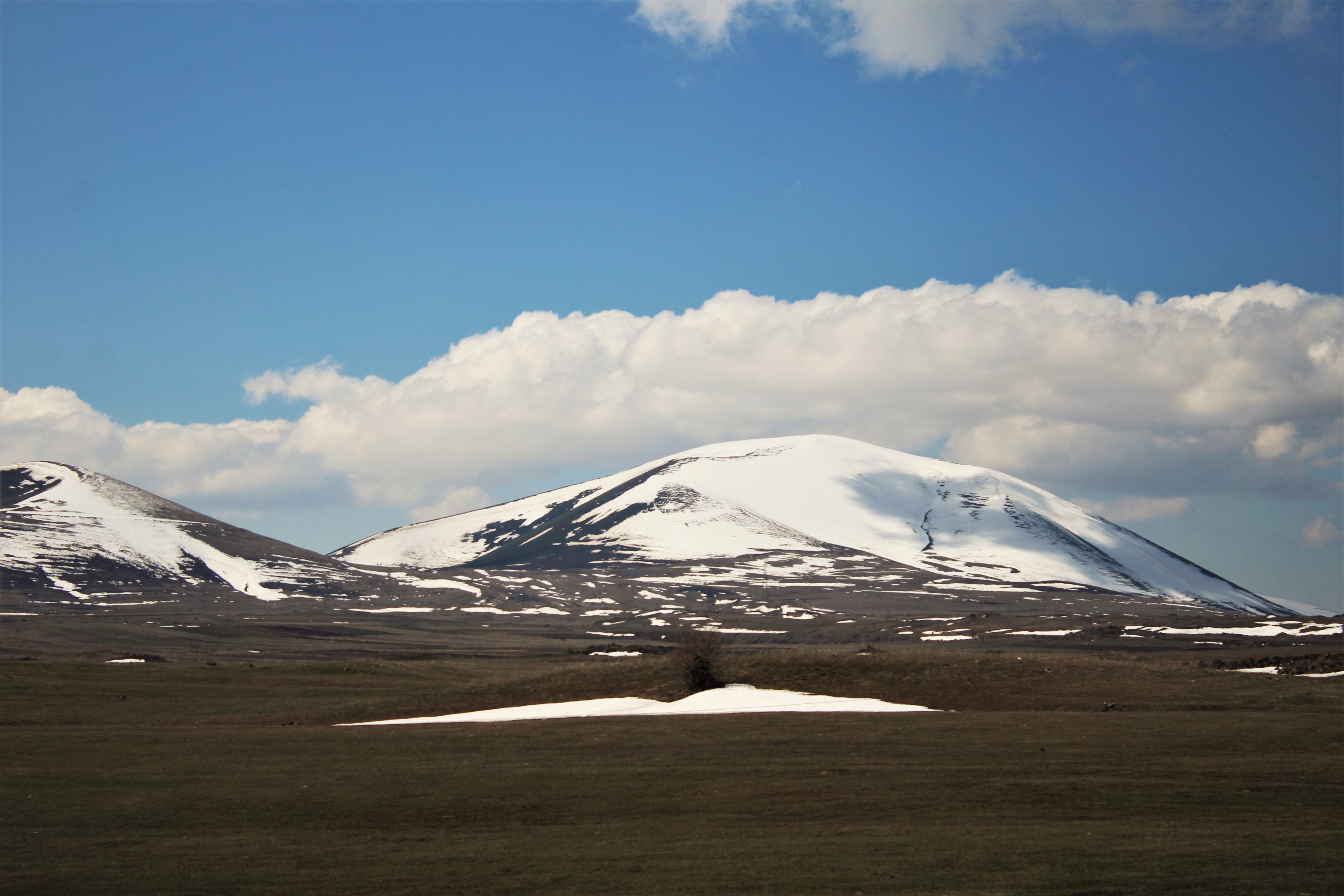
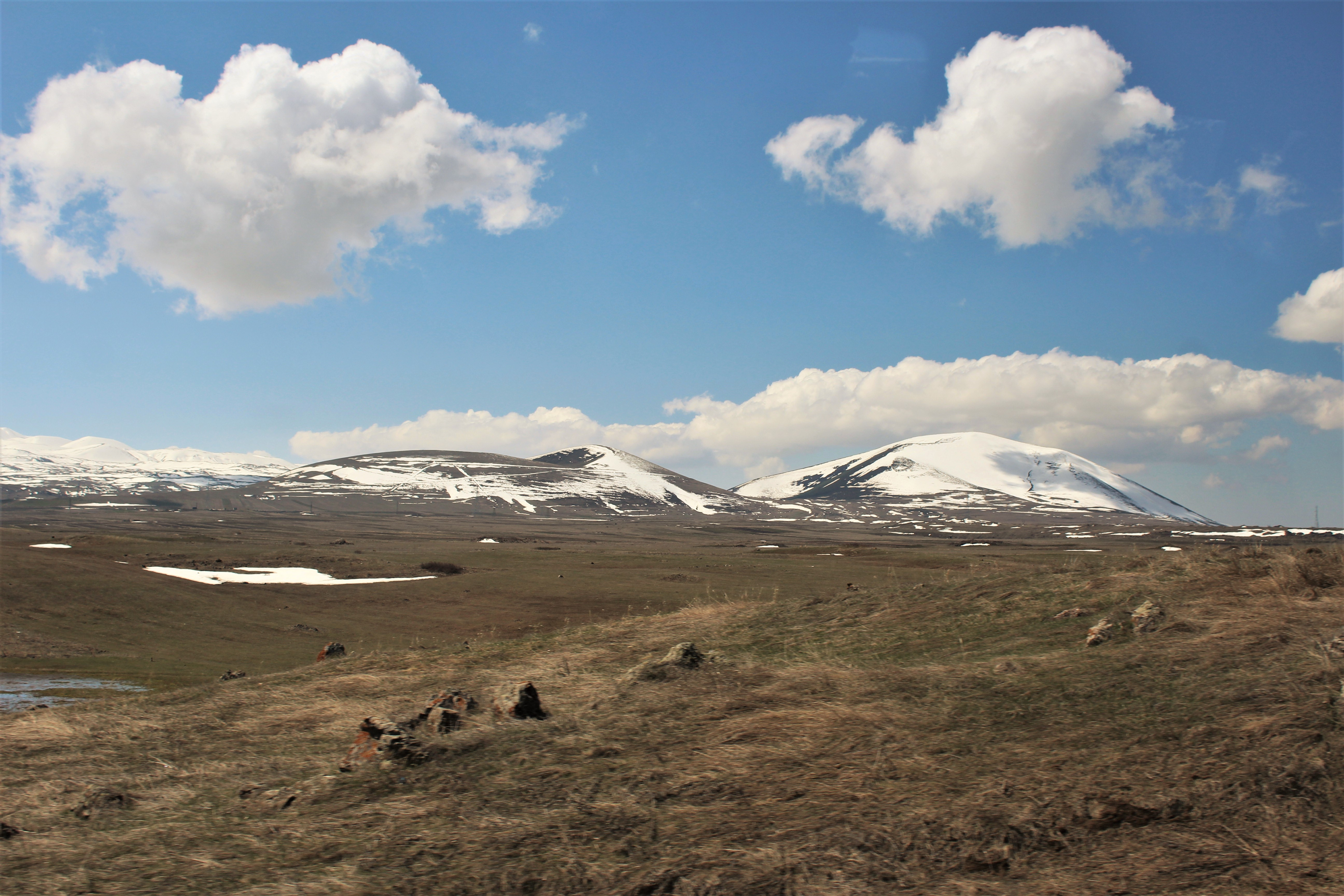
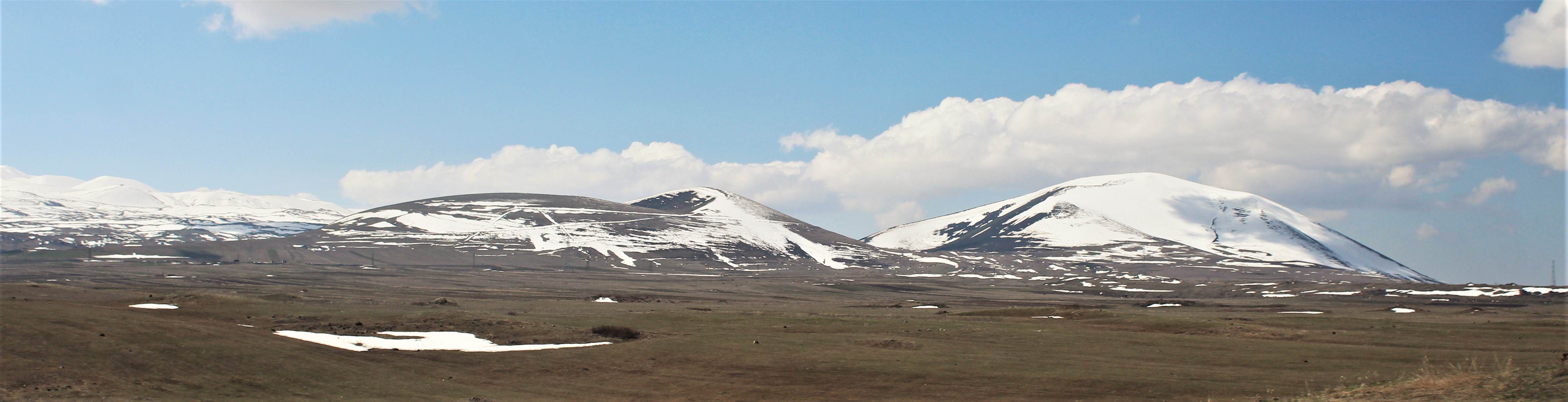
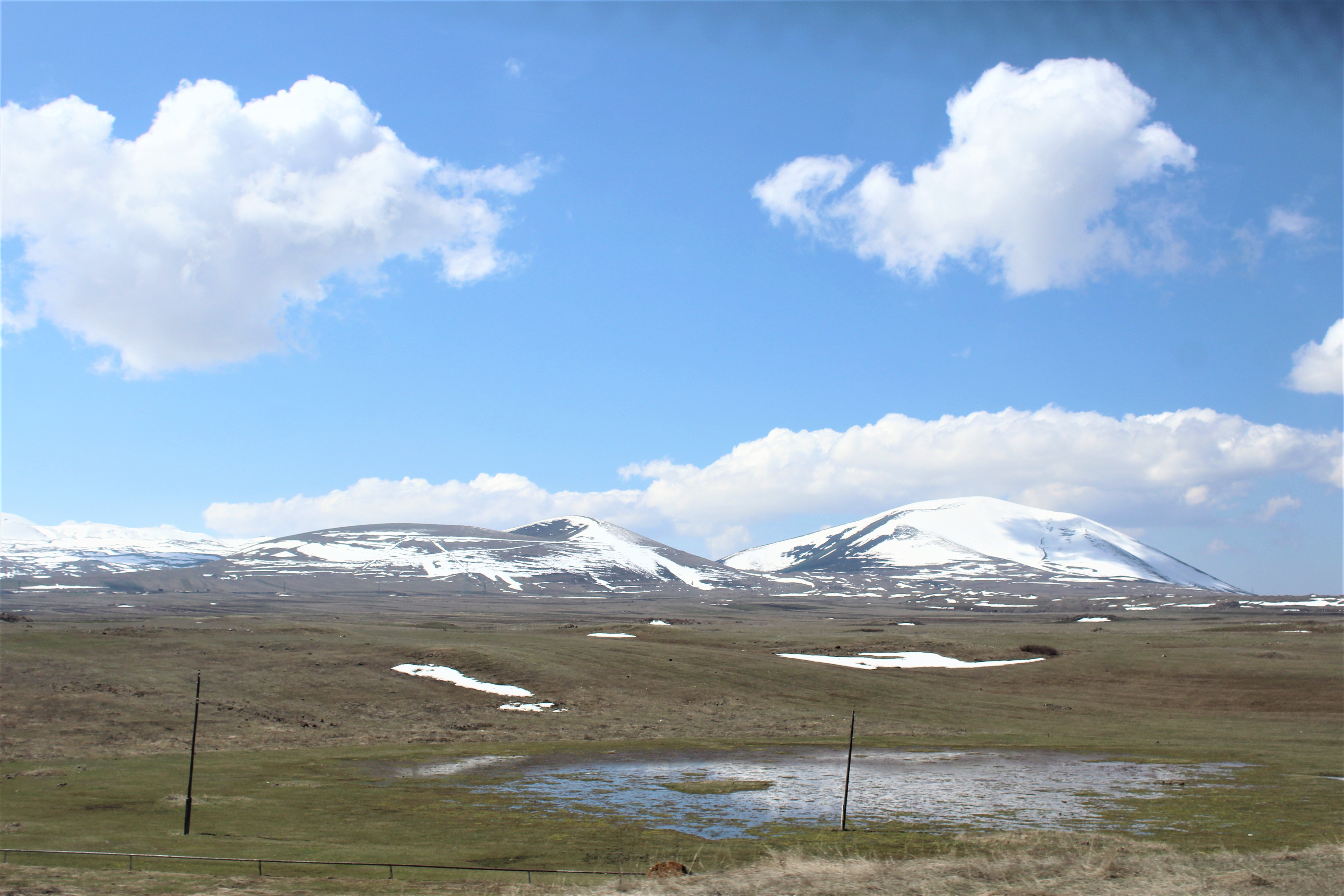
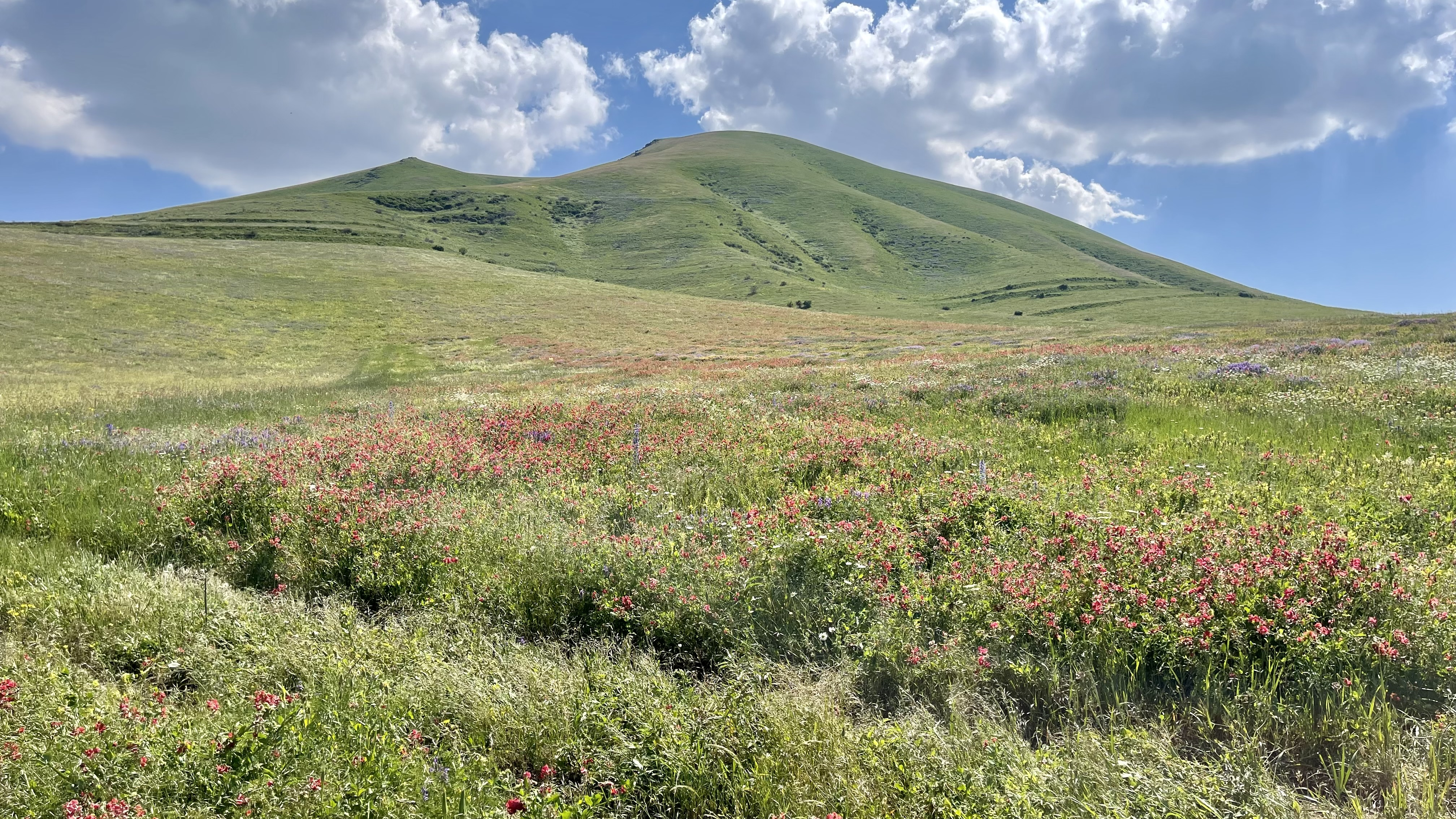
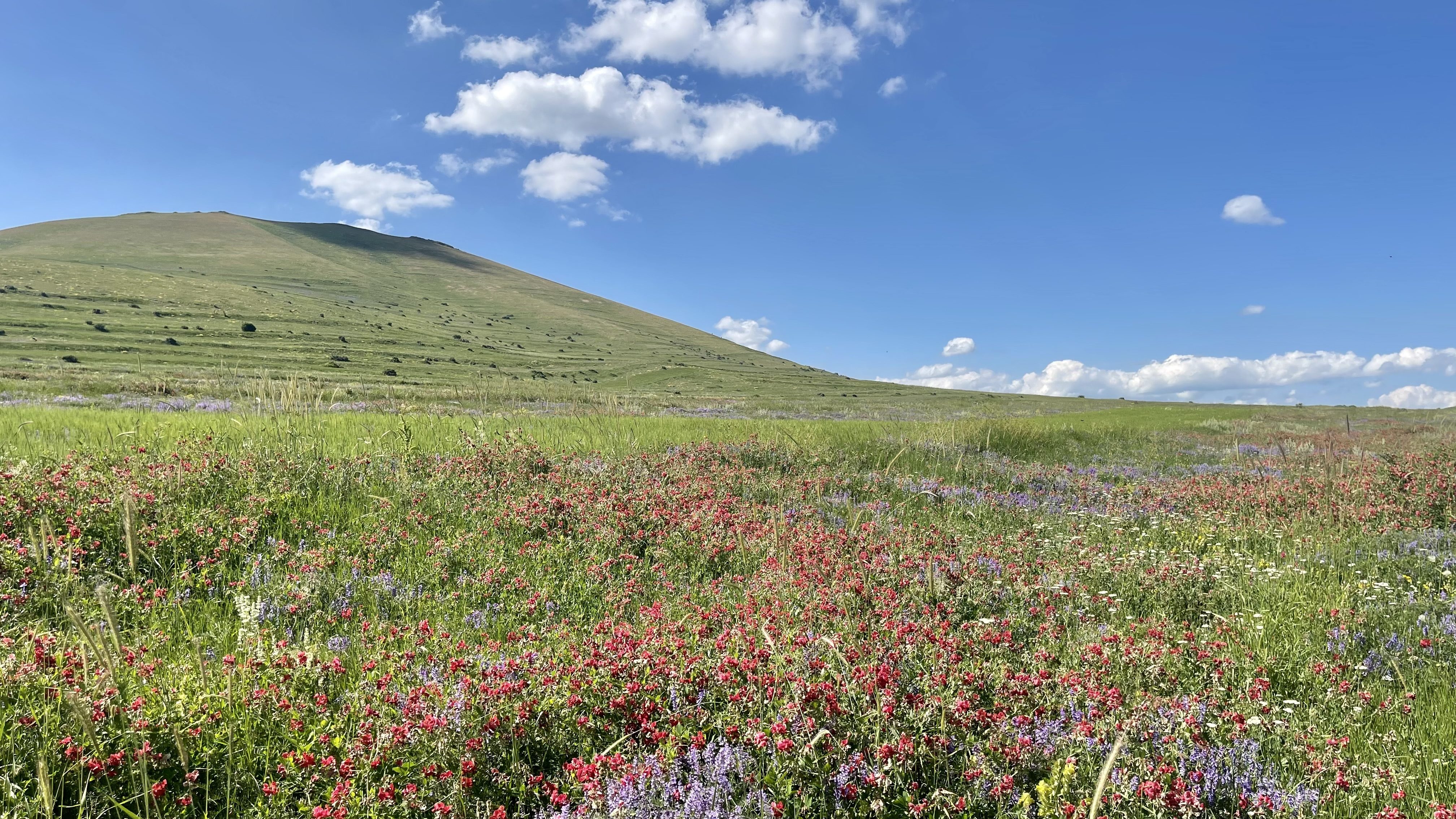
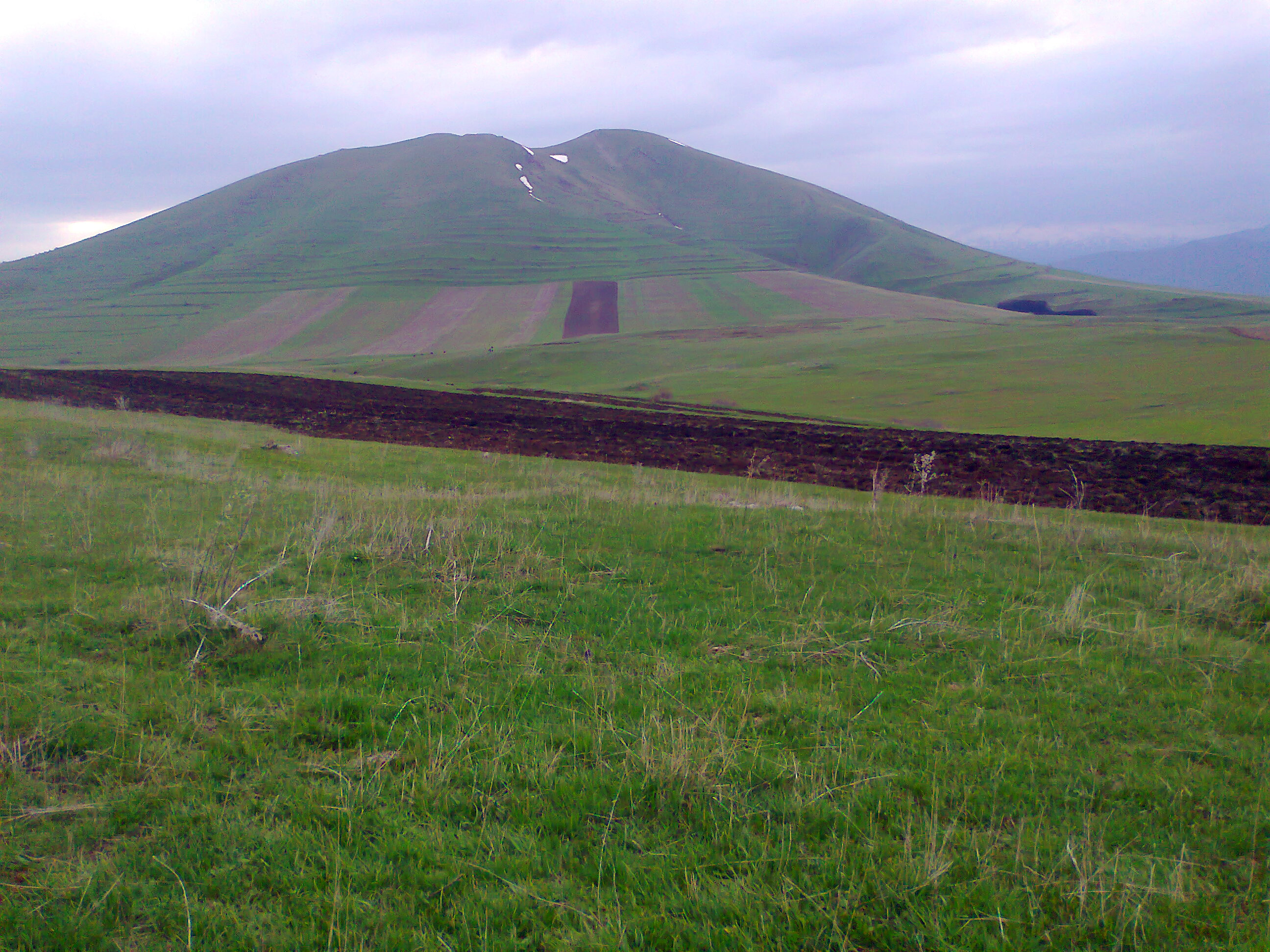
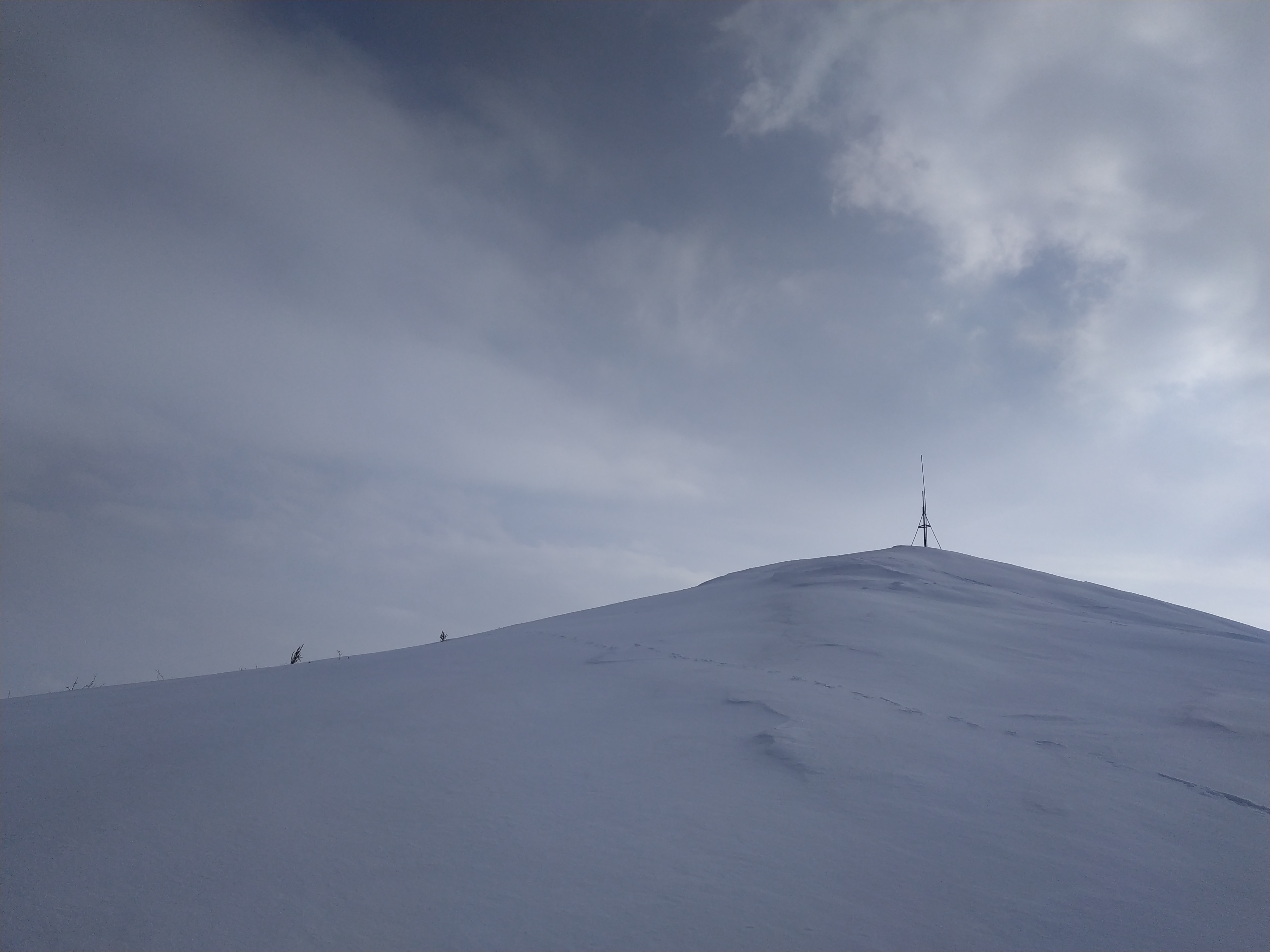